# イオンカルチャー
イオンカルチャー株式会社は、千葉県千葉市美浜区に本社を置くイオングループのカルチャー教室事業の専業会社。

## 概要
イオングループのカルチャー教室事業の専業会社として、2013年12月1日より「イオンカルチャークラブ」を運営している。
教室は、イオングループ店舗内を中心に舗展開している。

## 沿革
- 2013年
  - 10月 - イオン株式会社の100％子会社として設立[広報 1]。
  - 12月 - 事業開始[広報 1]。

#### 広報資料・プレスリリースなど一次資料
1. 1 2 3 4 5  “12/1(日)イオンカルチャー㈱が事業を開始”.   イオン株式会社. 2022年8月8日閲覧。